# Білиця (річка)
Білиця — річка в Україні, у Шосткинському районі Сумської області. Права притока Івотки (басейн Дніпра).

## Опис
Довжина річки приблизно 5,2 км.

## Розташування
Бере початок у селі Білиці. Тече переважно на південний захід понад Папірнею і впадає у річку Івотку, ліву притоку Десни.